# Rainer Kepplinger
Rainer Kepplinger (* 19. August 1997 in Linz) ist ein österreichischer Radrennfahrer und ehemaliger Ruderer.

## Sportlicher Werdegang
Kepplinger begann im Alter von 12 Jahren mit dem Rudern. Er war Mitglied der Nationalmannschaft und gewann bei den U23-Weltmeisterschaften im Rudern 2017 die Silbermedaille im Leichtgewichtsvierer. Bei den Ruder-Weltmeisterschaften 2019 belegte er den siebten Platz im Leichtgewichts-Einer und hatte als nächstes Ziel die Teilnahme an den Olympischen Sommerspielen 2020 in Tokio.
Im Ausgleich zum Rudern war Kepplinger auf dem Rad aktiv, in der durch die COVID-19-Pandemie bedingten ruderfreien Zeit auch im E-Cycling. 2020 entschied er die eCycling League Austria für sich und distanzierte alle teilnehmenden Radrennfahrer. Ende 2020 litt er an Pfeiffer-Drüsenfieber, so dass er drei Monate mit dem Training aussetzen musste und sich nicht für Olympia qualifizieren konnte. Ende Mai 2021 beendete er unerwartet seine Karriere als Ruderer und wurde Mitglied im Team Hrinkow Advarics.
In der Saison 2022 entschied Kepplinger zunächst das Kirschblütenrennen Wels im Rahmen der ÖRV-Radliga für sich. Bei der Tour of Małopolska verpasste er im April 2022 noch jeweils als Zweiter knapp einen Etappensieg und den Gewinn der Gesamtwertung. Einen Monat später gewann er die letzte Etappe der Oberösterreich-Rundfahrt und übernahm damit noch die Führung in der Gesamtwertung.
Zur Saison 2023 wechselte Kepplinger in die UCI WorldTour und erhielt einen Vertrag beim Team Bahrain Victorious. Im Jahr 2024 bestritt er mit dem Giro d’Italia seine erste Grand Tour. Der neunte Platz bei der Valencia-Rundfahrt 2024 ist das bisher beste Ergebnis als Radprofi.

## Erfolge
2022
- Gesamtwertung und eine Etappe Oberösterreich-Rundfahrt

## Grand Tour-Platzierungen
| Grand Tour            | 2024 |
| --------------------- | ---- |
| Giro d’ItaliaGiro     | 64   |
| Tour de FranceTour    | –    |
| Vuelta a EspañaVuelta | DNF  |